# イランの映画
イラン映画は、イラン国籍を持つ者、または、イランの法人によって製作された映画で、ほとんどの場合、イラン人の映画スタッフと俳優で構成される映画を指す。
イランへと映画技術が紹介された時期は、20世紀初頭に遡る。しかし「イラン映画」が1つの個性を有したジャンルとして国際的に認知されたのは、1980年代後半以降である。1979年に発生したイラン革命以前におけるイラン映画は、例えば『牛』などの例外的な作品を除いて、インド映画やハリウッド映画、香港映画などの影響を受けた娯楽的商業映画が大半を占めていた。革命後は、アッバス・キアロスタミーやベイザーイー、メヘルジューイーなど革命前からの世代に加え、ジャリーリー、バニーイェ・エッテマードらの新世代が登場し、革命後の社会問題への関心とイランの文学的・詩的伝統に立脚した高水準の映像作品を次々と産み出している。

## 概要
イランにおける映画の歴史は1900年に遡る。カージャール朝の宮廷カメラマンがパリで機材を手に入れ、君主のベルギー訪問を撮影したのが最初とされる。
イランでは、1979年に発生したイラン革命後に、イラン政府による検閲が強化された。このため、直接的な政府批判を避けるために、子供を主人公にした作品を制作する場合が有る。また、特に厳しいイスラム教の戒律に合致しない内容に関する検閲を回避するために、比較的宗教的な制約の少ない年少の男子を主人公として選択して、制作を行う場合も有る。
また、アッバス・キアロスタミ、モフセン・マフマルバフらを皮切りに、主にフランス映画資本などヨーロッパの映画資本と組み、イラン国外で開催されてきた映画祭にも多数作品を出品され、場合によっては、受賞したりと、その作品性は1980年代後半以降に高く評価され始めた。
もっとも、イスラム革命以後においても、エブラヒム・ハタミキアらが多くの娯楽映画・アクション映画を撮影し人気を博してはいる。しかしながら、この種類の映画は映画祭などを除き、日本では大きく発表される機会はあまりない。

## 特徴
イラン映画は、低予算で制作されながらも、20世紀終盤以降に、国際的に高い評価を受け始めた。鈴木均が1999年に発表した著書の『映像文化：革命後のイラン映画』において、鈴木はイラン映画の方法的特徴として以下の点を指摘した。
- ドキュメンタリーとフィクションの垣根を一時的に取り払う[2]。
- 映画の製作過程そのものを通じて現実世界と関わっていくことにより、映像に記録する行為としての映画そのものの本質を問い直そうとする[2]。
- 映像表現に固有の曖昧性・多様性を逆手にとってメッセージを伝えようとする[2]。
- 映像表現における普遍的なテーマの1つであるジェンダーや家族の問題が、多くのイラン映画において問い直されている[2]。

また、ゴルパリアンによれば、素人を役者に使う点や、映画の中で詩が必ず引用される点も、イラン映画の特徴であるという。

## 歴史
映画誕生から5年後には、ペルシャに映画が持ち込まれた。ペルシャにおける映画黎明期で、比較的著名な映画監督としては、Mirza Ebrahim Khan Akkas Bashi（英語版）、Muzaffar al-Din Shah（英語版）、Shah of Persia（英語版）などが挙げられる。Akkas Bashi（英語版）は1900年にパリを訪れ、カメラを手に入れてシャーの命令によりシャーのヨーロッパ訪問を撮影した。彼はシャーの私生活や宗教的な儀式も撮影したとされているが、そのフィルムは現存しない。Akkas Bashiより数年後に、イラン映画のパイオニアとなった写真家のKhan Baba Motazedi（英語版）が現れた。彼はガージャール朝からパフラヴィー朝の時代にかけて、ニュース映像を撮影した。
1904年には、Mirza Ebrahim Khan Sahhafbashi（英語版）が、イランで初めての映画館をテヘランにオープンした。その後、他の者も映画館をオープンさせてゆき、1930年代初期までには、少なくともテヘランに15の映画館、地方に11の映画館が存在していた。
1925年に、アルメニア系イラン人の撮影技師Ovanes Ohanian（英語版）が、イラン初の映画学校の設立を決意し、その5年以内に "Parvareshgahe Artistiye cinema" (The Cinema Artist Educational Centre)の名前の元で、初めての授業が行われた。
1979年のイラン革命後において、イラン政府による検閲を回避する必要が出てきた。検閲回避のための工夫が始まってから、イラン映画は独特の個性を有するようになってゆき、特に1980年代後半以降において、国際的に注目される作品が制作されるようになった。このような作品は、アッバス・キアロスタミなどのイラン革命前から活躍している映画監督だけでなく、モフセン・マフマルバフといった革命後を代表する映画監督たちによっても制作されている。

## 日本で上映されたイラン映画
| 封切年 | 作品名                         | 制作年    | 監督                                                                     |
| ------ | ------------------------------ | --------- | ------------------------------------------------------------------------ |
| 1993   | 友だちのうちはどこ?            | 1992      | アッバス・キアロスタミ                                                   |
|        | そして人生はつづく             | 1992      | アッバス・キアロスタミ                                                   |
| 1994   | オリーブの林をぬけて           | 1994      | アッバス・キアロスタミ                                                   |
| 1995   | クローズ・アップ               | 1990      | アッバス・キアロスタミ                                                   |
|        | トラベラー                     | 1974      | アッバス・キアロスタミ                                                   |
|        | パンと裏通り                   | 1970      | アッバス・キアロスタミ                                                   |
|        | ホームワーク                   | 1989      | アッバス・キアロスタミ                                                   |
|        | 白い風船                       | 1995      | ジャファル・パナヒ                                                       |
| 1998   | 桜桃の味                       | 1997      | アッバス・キアロスタミ                                                   |
|        | かさぶた                       | 1987      | アルボファズル・ジャリリ                                                 |
|        | 7本のキャンドル                | 1994      | アルボファズル・ジャリリ                                                 |
| 1999   | りんご                         | 1998      | サミラ・マフマルバフ                                                     |
|        | 運動靴と赤い金魚               | 1997      | マジット・マジディ                                                       |
|        | バダック：砂漠の少年           | 1992      | マジット・マジディ                                                       |
|        | 神様への贈り物                 | 1996      | モハンマド＝アリ・タレビ                                                 |
|        | 風が吹くまま                   | 1999      | アッバス・キアロスタミ                                                   |
| 2000   | 僕は歩いてゆく                 | 1998      | マジット・マジディ                                                       |
|        | 太陽は、ぼくの瞳               | 1999      | アルボファズル・ジャリリ                                                 |
|        | ギャべ                         | 1996      | モフセン・マフマルバフ                                                   |
|        | パンと植木鉢                   | 1996      | モフセン・マフマルバフ                                                   |
|        | サイクリスト                   | 1989      | モフセン・マフマルバフ                                                   |
|        | 行商人                         | 1987      | モフセン・マフマルバフ                                                   |
|        | サイレンス                     | 1998      | モフセン・マフマルバフ                                                   |
| 2001   | 柳と風                         | 1999      | モハンマド＝アリ・タレビ                                                 |
|        | ブラックボード 背負う人        | 2000      | サミラ・マフマルバフ                                                     |
|        | テヘラン悪ガキ日記             | 1998      | カマル・タブリズィー                                                     |
|        | ダンス・オブ・ダスト           | 1999      | アルボファズル・ジャリリ                                                 |
|        | キシュ島の物語（オムニバス）   | 1999      | ナセール・タグヴァイ、 アルボファズル・ジャリリ、 モフセン・マフマルバフ |
|        | トゥルー・ストーリー           | 1996/1999 | アルボファズル・ジャリリ                                                 |
|        | スプリングー春へー             | 1985      | アルボファズル・ジャリリ                                                 |
| 2002   | カンダハール                   | 2001      | モフセン・マフマルバフ                                                   |
|        | ABCアフリカ                    | 2001      | アッバス・キアロスタミ                                                   |
|        | 私が女になった日（オムニバス） | 2000      | マルズィエ・メシュキニ                                                   |
|        | 少年と砂漠のカフェ             | 2001      | アルボファズル・ジャリリ                                                 |
|        | チャドルと生きる               | 2000      | ジャファル・パナヒ                                                       |
|        | アフガン・アルファベット       | 2002      | モフセン・マフマルバフ                                                   |
|        | おばさんが病気になった日       | 1997      | ハナ・マフマルバフ                                                       |
|        | 風とともに散った学校           | 1997      | モフセン・マフマルバフ                                                   |
|        | 酔っ払った馬の時間             | 2000      | バフマン・ゴバディ                                                       |
|        | サラーム・シネマ               | 1995      | モフセン・マフマルバフ                                                   |
| 2003   | 1票のラブレター                | 2001      | ババク・パヤミ                                                           |
|        | 少女の髪どめ                   | 2001      | マジット・マジディ                                                       |
|        | 風の絨毯                       | 2002      | カマル・タブリズィー                                                     |
|        | 10話                           | 2002      | アッバス・キアロスタミ                                                   |
| 2004   | わが故郷の歌                   | 2002      | バフマン・ゴバディ                                                       |
|        | ハナのアフガンノート           | 2002      | ハナ・マフマルバフ                                                       |
|        | 午後の五時                     | 2003      | サミラ・マフマルバフ                                                     |
| 2005   | 亀も空を飛ぶ                   | 2004      | バフマン・ゴバディ                                                       |
| 2007   | オフサイド・ガールズ           | 2006      | ジャファル・パナヒ                                                       |
| 2008   | ハーフェズ・ペルシャの詩       | 2007      | アルボファズル・ジャリリ                                                 |
| 2009   | 子供の情景                     | 2007      | ハナ・マフマルバフ                                                       |
| 2010   | ペルシャ猫を誰も知らない       | 2009      | バフマン・ゴバディ                                                       |
|        | 彼女が消えた浜辺               | 2009      | アスガル・ファルハーディー                                               |
| 2012   | 別離                           | 2011      | アスガル・ファルハーディー                                               |
|        | イラン式料理本                 | 2010      | モハマド・シルワーニー                                                   |
|        | これは映画ではない             | 2011      | ジャファル・パナヒ、 モジタバ・ミルタマスブ                              |
|        | 駆ける少年                     | 1985      | アミール・ナデリ                                                         |

## 著名な映画監督
- アッバス・キアロスタミ
- アボルファズル・ジャリリ
- エブラヒム・ハタミキア
- カマル・タブリーズィー
- サミラ・マフマルバフ
- ジャファール・パナヒ
- ナセール・タグヴァイ
- ハナ・マフマルバフ
- バフマン・ゴバディ
- マジッド・マジディ
- モフセン・マフマルバフ
- マルジャン・サトラピ
- アスガル・ファルハーディー